# قرمط بيتمرمط (فلم)
قرمط بيتمرمط هو فيلم كوميدي مصري، من تأليف أمين جمال وعبد الله حسن، وإخراج أسد فولادكار، ومن إنتاج أحمد السبكي، وبطولة كل من أحمد آدم، مي سليم، دينا فؤاد، وليد فواز.

## قصة الفيلم
يُنشئ القرموطي (أحمد آدم) مقبرة لأجداده «القراميط»، ويجعل هذه المقبرة مزارًا سياحيًا، ويحدد تذكرة لدخولها، فيتورط بذلك في عدة مشاكل بخاصة مع وزارة السياحة والآثار، وبنفس الوقت تقوم صحفية بعملية تصوير جريمة قتل لعصابة تعمل في تهريب الآثار، ثم تصل الكاميرا ليد القرموطي، حيث يتورط مع الصحفية وتقوم العصابة بمطاردتهما. الفيلم تم عرضه لأول مرة في عام 2019.

## طاقم العمل[1]
- أحمد آدم: القرموطي
- بيومي فؤاد: عقيد شرطة
- صلاح عبدالله: آسر
- مي سليم: المذيعة غادة الغنيمي
- وليد فواز: ضابط
- محمد أبو داوود
- محمود حافظ
- رشاد رشدي: دى فاسو
- دودو أيمن
- محمد يونس
- حمدي هيكل
- ماهر عصام: عزوز
- حمادة صميدة: فرحات
- مصطفى رشدي: مرشد سياحي
- عصام عمر: مرشد سياحي
- هاني العريني: ضابط مباحث الأهرامات
- سعيد سمارة: فله البنص
- عبدالحميد سند: ضابط القسم
- إنتصار: المعلمة بطة
- دينا فؤاد: صحفية